# Hani Motoko
Hani Motoko (羽仁 もと子?  Hachinohe, 8 de septiembre de 1873-Higashikurume, 7 de abril de 1957) fue una periodista, escritora y educadora japonesa, considerada la primera periodista en la historia de Japón.
Nacida como Matsuoka Motokoen el seno de una antigua familia samurái, en Hachinohe, prefectura de Aomori y fue bautizada como cristiana en 1890. Educada en la Primera Escuela Superior para Mujeres de Tokio y luego en la Escuela Cristiana para Mujeres Meiji. Después de dejar la escuela en 1892, enseñó en las escuelas de Hachinohe y Morioka. Su matrimonio en 1895 no funcionó y se mudó a Tokio, donde trabajó como empleada doméstica para una doctora y luego se unió a la revista Hochi Shinbun en 1897, donde trabajó primero como correctora y luego como reportera. En 1901 se casó con su compañero de trabajo, Hani Yoshikazu. Juntos, fundaron una nueva revista llamada Fujin no Tomo (Amigo de las mujeres) en 1908. En 1930 estableció una asociación de lectores de esa revista que todavía existía en 1999. En 1921, la pareja fundó una escuela privada para niñas, Jiyu Gakuen.
Es la creadora del método de ahorro conocido como Kakeibo (traducido al español como «libro de cuentas para la economía doméstica»).

## Biografía

### Infancia y juventud

#### Familia
Hani Motoko nació el 8 de septiembre de 1873 en la prefectura de Aomori, un año después de que se estableciera el moderno sistema de escuelas públicas de Japón. «En su intento de alcanzar a Occidente mediante la modernización del país, el gobierno Meiji hizo de la educación una de sus principales prioridades. La educación primaria pública se hizo obligatoria en 1872 por primera vez en la historia japonesa. Este énfasis en la educación se amplió aún más durante el siguiente período Taisho (1912-1926), que hizo más accesible la educación a las mujeres más allá de la escuela primaria como respuesta general a la tendencia mundial hacia el liberalismo y el internacionalismo en los años posteriores a la Primera Guerra Mundial».
Nació en el seno de una familia adinerada. Fue criada por su abuelo, Matsuoka Tadataka, quien era un ex samurái y su padre. Hani consideraba que las otras mujeres de su casa, su abuela y su madre, eran ingenuas porque eran analfabetas. Hani se sentía muy cercana a su padre (que era abogado), pero su padre abandonó la familia después de que sus padres se divorciaron. El distanciamiento de su padre la molestó profundamente.
Asistió a la escuela primaria en Hachinohe, prefectura de Aomori. Donde era parte de una nueva generación de niñas a las que se les permitió recibir una educación más allá de la escolaridad básica. El gobierno Meiji (1868-1912) idealizó el anterior ideal confuciano de una sociedad centrada en los hombres. Los hombres eran educados para convertirse en líderes de la sociedad y de sus propios hogares. La filosofía del gobierno hacia las mujeres se expresó con el lema «buena esposa, madre sabia», que destacaba a las mujeres como cuidadoras y esposas obedientes. En ese momento, la educación de las mujeres se centraba en la idea de «feminidad» y la preparación para el matrimonio.

#### Educación
Hani luchaba por llevarse bien con sus compañeros de clase y no actuaba adecuadamente según sus convicciones morales. Cuando era niña, se ubicaba entre los niños. En 1884 ganó el premio a la excelencia académica, otorgado por el Ministerio de Educación. Debido a su estrecha relación con su abuelo, él le permitió asistir a la Primera Escuela Superior para Niñas de Tokio (Kōtō Jogakkō).
Las escuelas cristianas comenzaron a abrir sus puertas a las mujeres y por esa razón pudo asistir a la escuela para niñas Meiji (Meiji Jogakkō). Las escuelas cristianas, a diferencia de la escuela japonesa de la época, promovían la modernidad y el avance del estatus social de las mujeres, preparándolas para roles de liderazgo en la sociedad.
En la Escuela de Niñas Meiji (Meiji Jogakkō), Iwamoto Yoshiharu, presidenta de la escuela y editora de Jogaku Zasshi (una revista para mujeres), se convirtió en su primera mentora. En una entrevista, ella lo convenció para que le diera un trabajo como correctora de textos para la revista. La revista le abrió muchas puertas en cuanto a su carrera periodística. Abdandonó la escuela en 1892.

### Carrera

#### Como profesora

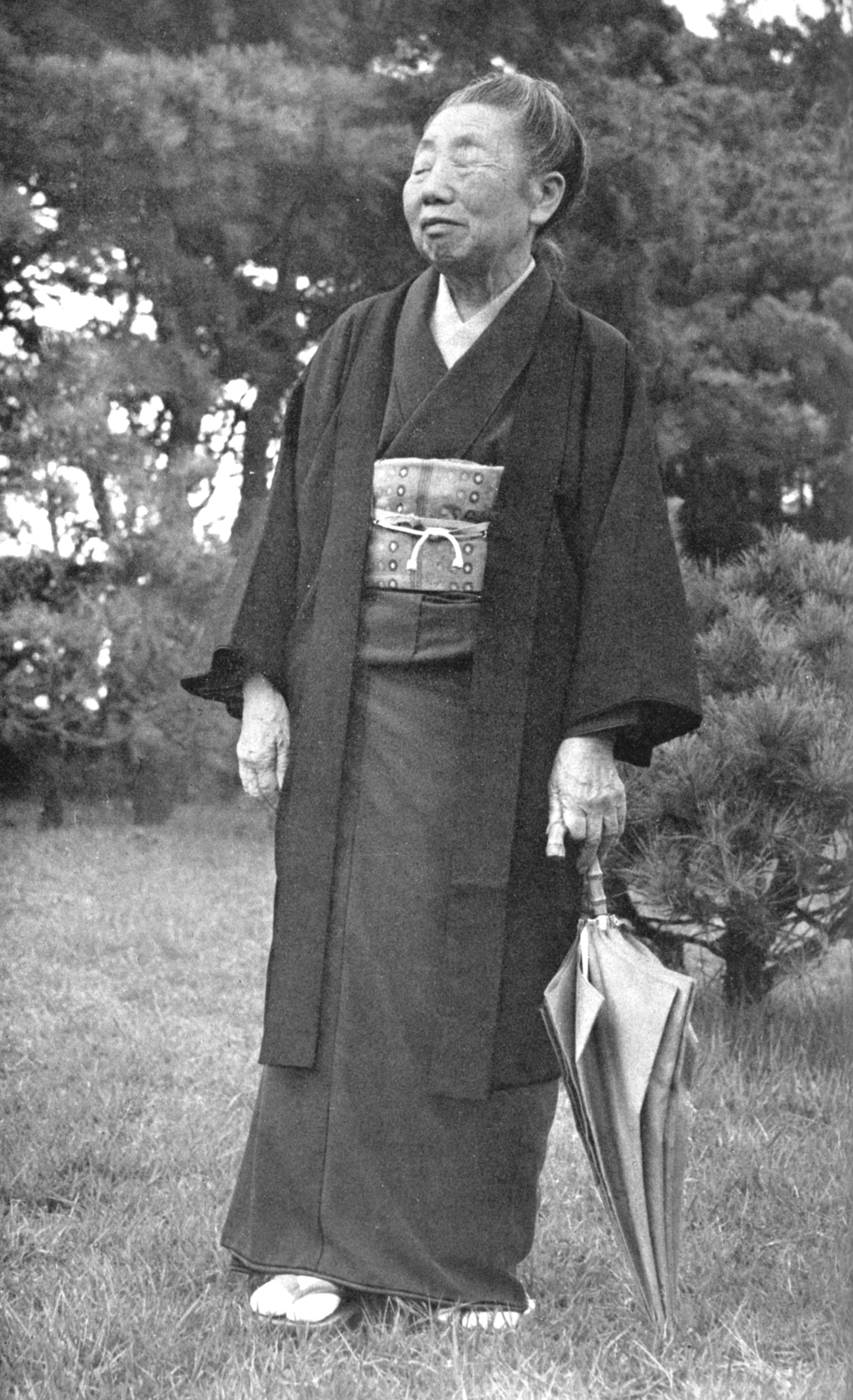
Hani Motoko

Antes de convertirse en periodista, trabajó como profesora. En ese momento, la mayoría de las mujeres que trabajaban como trabajadoras asalariadas estaban empleadas como operadores de fábricas textiles o sirvientes domésticos. Sólo el 5,9 % de los docentes en Japón eran mujeres. Para una mujer, la docencia era la carrera más prestigiosa y lucrativa disponible.

#### Como periodista
Su primera gran oportunidad se produjo poco después de unirse al Hochi Shimbun, una columna de periódico titulada «Fujin no sugao» (Retratos de mujeres famosas), que presentaba perfiles de mujeres casadas famosas en Japón. Hani tomó la iniciativa en la historia, a pesar de no estar asignado a ella. Entrevistó a la esposa del vizconde Tani Kanjo, Lady Tani, y su artículo fue un éxito instantáneo. Después de recibir respuestas positivas de los lectores, Miki Zenpachi, presidente del periódico, la ascendió a reportera. Se convirtió así en la primera mujer periodista de Japón en 1897, a la edad de 24 años. Su reputación como reportera creció rápidamente, porque cubría temas sociales a menudo descuidados, como el cuidado de niños y los orfanatos.
Es la creadora del método de ahorro conocido como Kakeibo (traducido al español como «libro de cuentas para la economía doméstica»). Hani diseñó este método para que las mujeres pudieran llevar un registro detallado de los gastos familiares y así poder ahorrar dinero de manera más eficaz. Su intención principal era promover la independencia financiera de las mujeres y proporcionales una sencilla herramienta para que pudieran tener un mayor control sobre las finanzas domésticas.
Como periodista en la década de 1920, actuó como mediadora entre dos ideas polarizadoras: una era que las mujeres son iguales a los hombres en todos los sentidos. La otra creencia es que las mujeres son inferiores a los hombres. Sostuvo que las mujeres eran iguales a los hombres en el ámbito doméstico. Hani popularizó las virtudes de la «ama de casa» al estilo occidental. Colaboró con burócratas patrocinando exposiciones sobre mejoras en la vida diaria y también dio conferencias. Su trabajo enfatizó los ideales cristianos, la independencia, la autoestima y la libertad personal.
Fue una de varias líderes femeninas prominentes, como Ichikawa Fusae, la Dra. Yoshioka y Takeuchi Shigeyo, que trabajaron con el gobierno Meiji para mejorar la vida de las mujeres en su país. Como muchos activistas, aprovechó la guerra con China en 1937 como una oportunidad para elevar la posición social de las mujeres japonesas dentro del estado. Usó el mundo occidental como marco de referencia. «Los seguidores de Hani Motoko, encabezados por su hija Setsuko, también ayudaron activamente al gobierno en tiempos de guerra instando a las mujeres a economizar y "racionalizar" durante su vida diaria».

## Vida personal

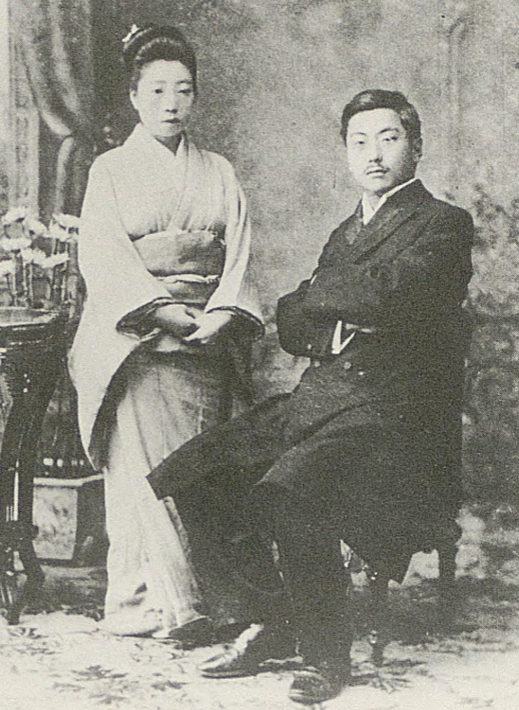
Hani Motoko con su segundo marido Hani Yoshikazu

### Primer matrimonio
Se casó en 1892, pero el matrimonio duró poco. Según su autobiografía, se casó para salvar al hombre que amaba de un estilo de vida que consideraba vulgar; se casó con él para cambiarlo, pero no funcionó. Mantuvo su divorcio en secreto para su familia; después del fracaso del matrimonio de sus padres, su propio divorcio fue la segunda crisis emocional más dolorosa de su vida:

Siempre he temido que este doloroso episodio de mi vida, del que todavía hoy me avergüenzo, pudiera poner en peligro la eficacia de mi servicio público. Sin embargo, ni por un momento ¿Me arrepiento de mi decisión de liberarme del dominio esclavizante de la emoción, porque mi vida había perdido sentido por el amor egoísta y profano de otro?.

### Segundo matrimonio
En 1901 se casó con un compañero de trabajo, Hani Yoshikazu. Juntos, fundaron una nueva revista llamada Fujin no Tomo (Amigo de las mujeres) en 1908. En 1930 se estableció una asociación de lectores de esa revista que todavía existía en 1999. En 1921, la pareja fundó Jiyu Gakuen en la antigua zona de Mejiro en Tokio, inicialmente como una escuela para niñas, con el objetivo de brindar educación en el hogar a los hijos de sus lectoras. El nombre proviene de la frase del Nuevo Testamento: «La verdad os hará libres» (Juan 8:32). En 1930, los lectores de la revista Fujin no Tomo de todo el país fundaron una asociación de lectores «Asociación Nacional de Amigos» que todavía existía en 1999.
Murió en 1957 de insuficiencia cardíaca tras una trombosis cerebral. Su tumba se encuentra en el cementerio Zoshigaya.